# Aristòfanes
|  | Per a altres significats, vegeu «Aristòfanes (desambiguació)». |

Aristòfanes (grec antic: Ἀριστοφάνης)  (Antiga Atenes, c. 445 aC - Antiga Atenes, 385 aC) fou un còmic i comediògraf grec, autor major de la literatura grega clàssica.
No se sap on i quan va nàixer, però probablement es va formar a Atenes. Era del demos atenenc de Cidateneu (Κυδαθήναιον). És famós per haver escrit comèdies com Els ocells per als festivals atenencs: els Grans dionisíaques i Lenees. En total, va escriure quaranta obres, onze de les quals ens han arribat. Són els únics exemples supervivents de la comèdia àtica antiga. Moltes d'aquestes peces tenien temes polítics, i solien ser sàtires que despullen els poderoses, com ara llur conducta durant la Guerra del Peloponès. Va ser acusat diverses vegades de difamació. Una comèdia famosa, Les granotes, va rebre l'honor inèdit de ser repetida, i segons un biògraf posterior, li va comportar una corona cívica.
Aristòfanes apareix al diàleg de Plató El convit. Hi dona una explicació mitològica còmica de l'origen de l'amor. Els núvols, una producció desastrosa que va acabar en un humiliant últim lloc a la Ciutat Dionisíaca, satiritza el nou aprenentatge de la sofística tan de moda entre l'aristocràcia del moment; Sòcrates que hi va aparèixer com un sofista, en va ser la víctima. Lisístrata fou escrita durant la guerra amb Esparta. Presenta el pacifisme de manera còmica: les dones, fartes de les baralles entre les dues ciutats refusen de fornicar amb els seus marits fins que deixin de lluitar.
La Fundació Bernat Metge ha editat totes les obres conservats fins avui en una edició crítica bilingüe en sis volums de comèdies, amb traduccions de Manuel Balasch.
L'asteroide 2934 va rebre el 1960 el nom Aristòfanes, batejat en honor del dramaturg.

## Biografia
Se sap menys d'Aristòfanes que de les seves obres. De fet, les seves obres de teatre són la principal font d'informació sobre ell i la seva vida. A la comèdia antiga era convencional que el cor parlés en nom de l'autor durant una adreça anomenada parabasis i, per tant, s'hi poden trobar alguns fets biogràfics. Tanmateix, aquests fets es relacionen gairebé totalment amb la seva carrera com a dramaturg i les obres contenen poques pistes clares i inequívoques sobre les seves creences personals o vida privada. Va viure en una època en què era convencional que un poeta assumís el paper de mestre (didaskalos), i tot i que això es referia específicament a la seva formació del cor en l'assaig, també va cobrir la seva relació amb el públic com a comentarista sobre qüestions importants.
Aristòfanes va afirmar que escrivia per a un públic intel·ligent i exigent, però també va declarar que "altres temps" jutjarien el públic segons la recepció de les seves obres. De vegades presumeix de la seva originalitat com a dramaturg, però les seves obres s'oposen constantment a les noves influències radicals de la societat atenesa. Va caricaturitzar figures destacades de les arts, sobretot Eurípides, la influència del qual en la seva pròpia obra, però, va haver de reconèixer més d'un cop; de la política, especialment el populista Cleó, i de la filosofia i la religió, dels quals Sòcrates n'era l'objectiu més evident. Aquestes caricatures semblen implicar que Aristòfanes era d'ideologia conservadora, tot i que aquesta implicació sigui controvertida.
S'ha argumentat que Aristòfanes va produir obres de teatre principalment per entretenir el públic i per guanyar prestigiosos concursos. Les seves obres van ser escrites per a la producció als grans festivals dramàtics d'Atenes, com les lenees o les dionísies. Una elaborada sèrie de loteries, dissenyades per a prevenir els prejudicis i la corrupció va reduir el nombre de jutges de les dionísies a només cinc. Aquests probablement reflectien l'estat d'ànim del públic però hi ha molta incertesa sobre la composició de les audiències, ja que molts teatres, com el de Dionís, tenien capacitat per a més de 10.000 persones. El programa del dia de les dionísies, per exemple, que comptava amb tres tragèdies, una sàtira i una comèdia, era multitudinari, tot i que és més probable que la gent pobra (normalment els principals partidaris de demagògs com Cleó) ocupessin la festa del festival. És per això que les opinions conservadores expressades a les obres podrien reflectir les actituds del grup dominant en un públic no representatiu.
El procés de producció també podria haver influït en les opinions expressades a les obres. Al llarg de la major part de la carrera d'Aristòfanes, el cor era essencial per a l'èxit d'una obra i era reclutat i finançat per un choregus, un ciutadà ric nomenat pels arconts. Un choregus podria considerar la seva despesa personal al cor com un deure cívic i un honor públic, però Aristòfanes va demostrar a Els cavallers que els ciutadans rics podien considerar les responsabilitats cíviques com un càstig imposat per demagogs i populistes com Cleó. Així, el conservadorisme polític de les obres pot ser que reflectís les opinions de la capa més rica de la societat atenesa, de la generositat de la qual depenien tots els dramaturgs.
Quan es va produir la primera obra d'Aristòfanes, Els banquets, Atenes era una potència imperial ambiciosa i la Guerra del Peloponnès només arribava al seu quart any. Les seves obres sovint expressen l'orgull dels assoliments de la generació més vella (els combatents de les Guerres Mèdiques) i s'oposen fermament a la guerra contra Esparta. Les obres són especialment mordaces en les crítiques als aprofitats de la guerra, entre els quals destaca Cleó. Quan es va produir la seva darrera obra (al voltant del 386 aC) Atenes havia estat derrotada, el seu imperi desmantellat i havia sofert una transformació de centre polític a centre intel·lectual de Grècia. Aristòfanes va formar part d'aquesta transformació i va compartir les modes intel·lectuals de l'època: l'estructura de les seves obres evoluciona des de la Comèdia Antiga fins que la seva darrera obra supervivent, Plutus, s'assembla més a la Nova Comèdia. Tanmateix, no se sap si va liderar o simplement va respondre als canvis en les expectatives de l'audiència.Aristòfanes va guanyar el segon premi de les dionísies de 427 aC amb "El banquet" i va guanyar un primer premi amb "Els babilonis". Era comú que les polis enviessin dignataris a les dionísies i, en el cas d'Atenes, aquesta darrera obra va causar certa indignació, ja que mostrava les ciutats de la Lliga Dèlica com enclaus molent gra.
Ciutadans notables, com ara Cleó, van considerar l'obra com un intent de difamació contra la polis d'Atenes i es van prendre represàlies legals contra l'autor. No es conserva cap transcripció del judici, però a "Els acarnesos" l'autor fa una clara distinció entre la "polis" i els veritables objectius de la seva crítica:
| ἡμῶν γὰρ ἄνδρες, κοὐχὶ τὴν πόλιν λέγω, μέμνησθε τοῦθ᾽ ὅτι οὐχὶ τὴν πόλιν λέγω, ἀλλ᾽ ἀνδράρια μοχθηρά, παρακεκομμένα... | Gents entre nosaltres, i no em refereixo a la polis, Recordeu això que dic;– no em refereixo a la polis – Però sí a homenets perversos falsos... |
| | |

Aristòfanes ataca repetidament Cleó en les seves obres posteriors. Però aquestes diatribes satíriques sembla que no van tenir cap efecte en la carrera política de Cleó —poques setmanes després de la representació de Els cavallers —una obra plena d'acudits en contra del polític—, que va ser elegit arcont. Cleó també sembla no tenir cap poder real per limitar o controlar Aristòfanes: les caricatures d'ell van continuar fins i fins i tot després de la seva mort.
En absència de fets biogràfics clars sobre Aristòfanes, els estudiosos fan conjectures educades basades en la interpretació de la llengua de les obres. Les inscripcions i resums o comentaris d'estudiosos hel·lenístics i bizantins també poden proporcionar pistes útils. S'ha pogut saber per una combinació d'aquestes fonts, i sobretot pels comentaris a Els cavallers i Els núvols, que les tres primeres obres d'Aristòfanes no van ser dirigides per ell, sinó per Cal·lístrat i Philoneides, un arranjament que semblava adaptar-se a Aristòfanes, ja que sembla que també va utilitzar aquests mateixos directors en moltes obres posteriors (Filoneides, per exemple, va dirigir més tard Les granotes). L'ús d'Aristòfanes dels directors complica la nostra dependència de les obres com a fonts d'informació biogràfica, perquè aparents autoreferències podrien haver-se fet en referència als seus directors. Així, per exemple, una declaració del cor a Els acarnesos sembla indicar que el poeta tenia una estreta associació personal amb l'illa d'Egina. De la mateixa manera, l'heroi d'Els acarnesos es queixa que Cleó "m'ha arrossegat a la cort" per "l'obra de l'any passat".
Els comentaris fets pel cor referint-se a Aristòfanes a Els núvols s'han interpretat com una evidència que amb prou feines podia tenir més de 18 anys quan va produir la seva primera obra Els banquets. La segona parabasis a Les vespes sembla indicar que va arribar a algun tipus d'acord temporal amb Cleó després de la controvèrsia sobre Els babilonis o una controvèrsia posterior sobre Els cavallers. S'ha deduït a partir de declaracions a Els núvols i La pau que Aristòfanes era prematurament calb.
Aristòfanes probablement va ser victoriós almenys una vegada a la les dionísies, amb Els babilonis el 427, i almenys tres vegades a les lenees, amb Els acarnians el 425, Els cavallers el 424 i Les granotes el 405. De fet, Les granotes va guanyar la distinció única d'una actuació repetida en un festival posterior. Un fill d'Aristòfanes, Araros, també era un poeta còmic i podria haver estat molt implicat en la producció de Plutus l'any 388. Araros també es creu que va ser el responsable de les representacions pòstumes de les obres ara perdudes Aeolosicon II i Cocalus, i és possible que l'última d'aquestes guanyés el primer premi de les dionísies l'any 387. Sembla que un segon fill, Felip, va guanyar dues vegades les lenees i podria haver dirigit algunes de les comèdies d'Eubul. Un tercer fill, possiblement Nicòstrat i un home amb aquest darrer nom apareix al catàleg de vencedors de les lenees amb dues victòries, la primera probablement a finals dels anys 370.
El convit de Plató sembla ser una font útil d'informació biogràfica sobre Aristòfanes, tot i que se'n posi en dubte la fiabilitat. Pretén ser un registre de converses en un sopar al qual són convidats tant Aristòfanes com Sòcrates, uns set anys després de la representació d'Els núvols, l'obra en què Sòcrates va ser caricaturitzat cruelment. Un dels convidats, Alcibíades, fins i tot cita l'obra quan es burla de Sòcrates pel seu aspecte i, tanmateix, no hi ha cap indici de cap malestar entre Sòcrates i Aristòfanes. L'Aristòfanes de Plató és de fet un personatge genial i això s'ha interpretat com una prova de la pròpia amistat que tenia amb Plató, que sembla estar corroborada per un epitafi per a Aristòfanes, suposadament escrit per Plató, en el qual es compara l'ànima del dramaturg amb un santuari etern per a les càrites. Plató era només un nen quan se suposa que havien ocorregut els esdeveniments d'El Simposi i és possible que el seu Aristòfanes es basés, de fet, en una lectura de les obres. Per exemple, la conversa entre els convidats gira al voltant del tema de l'amor i Aristòfanes n'explica la seva noció en termes d'una al·legoria divertida, un dispositiu que utilitza sovint. Se'l representa com un atac de singlot i això podria ser una referència humorística a les crues bromes físiques de les seves obres. Els diu als altres convidats que està molt content que el considerin divertit, però que desconfia de semblar ridícul. Aquesta por de ser ridiculitzat és coherent amb la seva declaració a Els cavallers que va iniciar amb cautela la carrera de dramaturg còmic després de presenciar el menyspreu i el ridícul públic en què havien incorregut altres dramaturgs.
Aristòfanes va sobreviure la Guerra del Peloponnès, dues revolucions oligàrquiques i dues restauracions democràtiques; això s'ha interpretat com una evidència que no estava implicat activament en la política. Probablement va ser nomenat membre del Consell dels Cinc-cents durant un any a principis del segle IV, però aquests nomenaments eren molt comuns a l'Atenes democràtica.

## Obres supervivents
- Els acarnesos (425 aC)
- Els cavallers (424 aC)
- Els núvols (original del 423 aC, més tard revisada)
- Les vespes (422 aC)
- La Pau (421 aC)
- Els ocells (414 aC) a la qual el compositor Hubert Parry (1848-1918) posà música
- Lisístrata (411 aC)
- Les tesmofòries ('Les dones del festival', primera versió del 410 aC)
- Les granotes (405 aC) a la qual el compositor Hubert Parry (1848-1918) posà música
- Les assembleistes (392 aC)
- Plutus ('Riquesa', segona versió del 388 aC)

## Obres perdudes datades
- Els convidats (427 aC)
- Els babilonis (426 aC)
- Els pagesos (424 aC)
- Els vaixells mercants (423 aC)
- Els núvols (primera versió) (423 aC)
- Proagon (422 aC)
- Amphiaraos (414 aC)
- Plutus ('Riquesa', primera versió, 408 aC)
- Gerytades (probablement el 407 aC)
- Koskalos (387 aC)
- Aiolosikon (segona versió, 386 aC)

## Altres obres perdudes
- Aiolosikon (primera versió)
- Anagyros
- Els pollastres
- Daidalos
- Danaids
- Dionís nàufrag
- Els centaures
- Niobos
- Els herois
- Les illes
- Les dones de Lemnos
- L'edat vella
- Pau (segona versió)
- Les dones fenícies
- Poesia
- Polyidos
- Les estacions
- Les cigonyes
- Els telemessians
- Triphales
- Les tesmofòries ('Les dones del festival', segona versió)
- El campament de dones

## Traduccions catalanes
A més de l'edició completa traduït al catala per Manuel Balasch, hi ha unes traduccions per Cristián Carandell:
- Els acarnesos (2017), traduït per Cristián Carandell[53]
- Les granotes,(2014),traduït per Cristián Carandell[54]
- Lisístrata (2010), traduït per Cristián Carandell[55]